# Bruckmühl
Bruckmühl é um município da Alemanha, situado no distrito de Rosenheim, no estado da Baviera. Tem 50,22 km² de área, e sua população em 2019 foi estimada em 16.606 habitantes.